# Будиншчина
Будиншчина (хорв. Budinščina) — община с центром в одноимённом посёлке на севере Хорватии, в Крапинско-Загорской жупании. Население 535 человек в самом посёлке и 2520 человек во всей общине (2001). Подавляющее большинство населения — хорваты (97 %). В состав общины кроме Будиншчины входят ещё 12 деревень.
Посёлок находится в 6 км к юго-западу от Нови-Марофа, на южных склонах хребта Иваншчица. Через посёлок проходит автодорога D24 Забок — Нови-Мароф — Лудбрег и рядом с ней ж/д линия Вараждин — Забок, есть ж/д станция.